# Сембинов, Азат Талгатович
Азат Талгатович Сембинов (каз. Азат Талғатұлы Сембинов; Sembinov Azat Talgatovich; род. 4 ноября 1988 года, Усть-Каменогорск, Восточно-Казахстанская область, Казахская ССР) — казахстанский политический деятель, депутат мажилиса парламента Казахстана VII созыва (январь — сентябрь 2021 года).

## Биография
Родился 4 ноября 1988 года в городе Усть-Каменогорск Восточно-Казахстанской области.
Окончил в 2012 году Восточно-Казахстанский государственный университет им. С. Аманжолова (специальность — Юриспруденция), в 2018 году — Университет КАЗГЮУ имени М. С. Нарикбаева (специальность — Деловое администрирование, степень — магистр делового администрирования).
2010—2013 г. — юрисконсульт, юрист в различных организациях (ТОО МКО «KazBusinessДемеу», адвокатская контора «Триумф», усть-каменогорский филиал АО «Казкоммерцбанк», ТОО «Консалтинговая фирма ДАМУ»).
Март 2013 года — январь 2021 года — руководитель ИП «Алтын Шатыр».
Июль 2013 года — июнь 2016 года — финансовый директор ТОО «Казпостсервис».
Март 2018 года — январь 2021 года — генеральный директор ТОО «KBT group». В 2019 году вошёл в список победителей конкурса «100 новых лиц Казахстана» в категории «Бизнес».
С 15 января по 1 сентября 2021 года — депутат мажилиса парламента Казахстана VII созыва по списку Демократической партии Казахстана «Ак жол». 1 сентября 2021 года полномочия депутата Азата Сембинова были прекращены досрочно в связи с подачей им заявления по собственному желанию.
С июля 2022 года — советник председателя Демократической партии Казахстана «Ак жол».
С июля 2022 года — советник председателя правления НАО «Государственная корпорация „Правительство для граждан“».
Член совета по защите прав предпринимателей и противодействию коррупции НПП «Атамекен».